# Pyramica beebei
Pyramica beebei är en myrart som först beskrevs av Wheeler 1915.  Pyramica beebei ingår i släktet Pyramica och familjen myror. Inga underarter finns listade i Catalogue of Life.